# Coppa dei Campioni 1991-1992 (pallavolo maschile)
La Coppa dei Campioni di pallavolo maschile 1991-1992, organizzata dalla Confédération Européenne de Volleyball (CEV), è stata la 33ª edizione del massimo torneo pallavolistico europeo.
La vittoria finale è andata per la prima volta alla Porto Ravenna.

## Squadre partecipanti
| - Dynamo Apeldoorn - Partizan - Charlottenburg - Steaua Bucarest - Újpesti Dózsa - Cannes - Holte IF | - Eczacıbaşı - LEKA - Kungälvs - Calvo Sotelo - Benfica - Losanna UC | - Maaseik - Mamer - CSKA Mosca - AZS Olsztyn - Olympiakos - Olymp Praha | - Porto Ravenna - Skien - Minyor Sofia - Maccabi Tel Aviv - Dinamo Tirana - Sokol Wien |

## Torneo

### Primo turno preliminare

#### Andata
| 2 novembre 1991 Kuopio Durata: ? - Spettatori: ?             | LEKA            | 1 - 3 | AZS Olsztyn      | 15-6, 13-15, 9-15, 5-15           |
| 2 novembre 1991 Bucarest Durata: ? - Spettatori: ?           | Steaua Bucarest | 2 - 3 | Eczacıbaşı       | 6-15, 5-15, 15-13, 15-10, 14-16   |
| 2 novembre 1991 Mamer Durata: ? - Spettatori: ?              | Mamer           | 2 - 3 | Újpesti Dózsa    | 15-11, 7-15, 11-15, 15-9, 7-15    |
| 2 novembre 1991 Kungälv Durata: ? - Spettatori: ?            | Kungälvs        | 1 - 3 | Dynamo Apeldoorn | 12-15, 13-15, 15-12, 13-15        |
| 2 novembre 1991 Losanna Durata: ? - Spettatori: ?            | Losanna UC      | 3 - 1 | Benfica          | 15-10, 14-16, 15-9, 15-5          |
| 2 novembre 1991 Atene (Nea Smyrni) Durata: ? - Spettatori: ? | Olympiakos      | 3 - 0 | Maccabi Tel Aviv | 15-3, 15-9, 15-6                  |
| 2 novembre 1991 Tirana Durata: ? - Spettatori: ?             | Dinamo Tirana   | 0 - 3 | Minyor Sofia     | 16-17, 13-15, 11-15               |
| 2 novembre 1991 Skien Durata: ? - Spettatori: ?              | Skien           | 2 - 3 | Sokol Wien       | 15-13, 11-15, 10-15, 15-11, 13-15 |
| 2 novembre 1991 Holte Durata: ? - Spettatori: ?              | Holte IF        | 3 - 0 | Charlottenburg   | 15-9, 16-14, 15-6                 |

#### Ritorno
| 9 novembre 1991 Olsztyn Durata: ? - Spettatori: ?   | AZS Olsztyn      | 3 - 1 | LEKA            | 14-16, 15-3, 15-10, 15-8         |
| 9 novembre 1991 Istanbul Durata: ? - Spettatori: ?  | Eczacıbaşı       | 3 - 0 | Steaua Bucarest | 15-3, 15-3, 15-10                |
| 9 novembre 1991 Budapest Durata: ? - Spettatori: ?  | Újpesti Dózsa    | 3 - 0 | Mamer           | 15-9, 15-4, 15-11                |
| 9 novembre 1991 Apeldoorn Durata: ? - Spettatori: ? | Dynamo Apeldoorn | 3 - 0 | Kungälvs        | 15-10, 15-12, 15-3               |
| 9 novembre 1991 Lisbona Durata: ? - Spettatori: ?   | Benfica          | 3 - 0 | Losanna UC      | 15-13, 15-9, 15-11               |
| 9 novembre 1991 Tel Aviv Durata: ? - Spettatori: ?  | Maccabi Tel Aviv | 0 - 3 | Olympiakos      | 4-15, 5-15, 11-15                |
| 9 novembre 1991 Sofia Durata: ? - Spettatori: ?     | Minyor Sofia     | 3 - 2 | Dinamo Tirana   | 15-5, 13-15, 12-15, 15-12, 15-12 |
| 9 novembre 1991 Vienna Durata: ? - Spettatori: ?    | Sokol Wien       | 3 - 0 | Skien           | 15-8, 15-12, 17-15               |
| 9 novembre 1991 Berlino Durata: ? - Spettatori: ?   | Charlottenburg   | 1 - 3 | Holte IF        | 10-15, 15-8, 10-15, 9-15         |

#### Squadre qualificate
| - Dynamo Apeldoorn - Újpesti Dózsa - Holte IF - Eczacıbaşı - Benfica | - AZS Olsztyn - Olympiakos - Minyor Sofia - Sokol Wien |

### Secondo turno preliminare

#### Andata
| 7 dicembre 1991 Las Palmas Durata: ? - Spettatori: ?         | Calvo Sotelo  | 3 - 1 | AZS Olsztyn      | 15-13, 15-11, 12-15, 15-12 |
| 7 dicembre 1991 Istanbul Durata: ? - Spettatori: ?           | Eczacıbaşı    | 3 - 0 | Újpesti Dózsa    | 15-12, 15-4, 15-5          |
| 7 dicembre 1991 Ravenna Durata: ? - Spettatori: ?            | Porto Ravenna | 3 - 0 | Dynamo Apeldoorn | 15-6, 15-4, 15-5           |
| 7 dicembre 1991 Maaseik Durata: ? - Spettatori: ?            | Maaseik       | 3 - 1 | Cannes           | 15-8, 17-15, 6-15, 15-9    |
| 7 dicembre 1991 Belgrado Durata: ? - Spettatori: ?           | Partizan      | 3 - 1 | Benfica          | 15-9, 9-15, 15-7, 15-12    |
| 7 dicembre 1991 Atene (Nea Smyrni) Durata: ? - Spettatori: ? | Olympiakos    | 3 - 0 | Minyor Sofia     | 15-2, 15-2, 15-5           |
| 7 dicembre 1991 Vienna Durata: ? - Spettatori: ?             | Sokol Wien    | 1 - 3 | Holte IF         | 15-10, 14-16, 8-15, 11-15  |
| 7 dicembre 1991 Praga Durata: ? - Spettatori: ?              | Olymp Praha   | 1 - 3 | CSKA Mosca       | 6-15, 15-9, 14-16, 4-15    |

#### Ritorno
| 14 dicembre 1991 Olsztyn Durata: ? - Spettatori: ?   | AZS Olsztyn      | 3 - 2 | Calvo Sotelo  | 7-15, 10-15, 15-4, 15-10, 15-7   |
| 14 dicembre 1991 Budapest Durata: ? - Spettatori: ?  | Újpesti Dózsa    | 3 - 2 | Eczacıbaşı    | 12-15, 15-13, 15-7, 11-15, 17-16 |
| 14 dicembre 1991 Apeldoorn Durata: ? - Spettatori: ? | Dynamo Apeldoorn | 0 - 3 | Porto Ravenna | 12-15, 7-15, 9-15                |
| 14 dicembre 1991 Cannes Durata: ? - Spettatori: ?    | Cannes           | 3 - 0 | Maaseik       | 17-16, 15-11, 15-4               |
| 14 dicembre 1991 Lisbona Durata: ? - Spettatori: ?   | Benfica          | 3 - 2 | Partizan      | 2-15, 15-9, 7-15, 15-7, 15-12    |
| 14 dicembre 1991 Sofia Durata: ? - Spettatori: ?     | Minyor Sofia     | 0 - 3 | Olympiakos    | 7-15, 6-15, 9-15                 |
| 14 dicembre 1991 Holte Durata: ? - Spettatori: ?     | Holte IF         | 3 - 2 | Sokol Wien    | 14-16, 8-15, 15-6, 15-7, 15-10   |
| 14 dicembre 1991 Mosca Durata: ? - Spettatori: ?     | CSKA Mosca       | 3 - 0 | Olymp Praha   | 15-8, 15-8, 15-6                 |

#### Squadre qualificate
| - Partizan - Cannes - Holte IF - Eczacıbaşı | - Calvo Sotelo - CSKA Mosca - Olympiakos - Porto Ravenna |

### Fase a gironi

#### Girone A

##### Risultati
| 8 gennaio 1992 Cannes Durata: ? - Spettatori: ?       | Cannes       | 1 - 3 | CSKA Mosca   | 13-15, 15-11, 13-15, 11-15      |
| 8 gennaio 1992 Las Palmas Durata: ? - Spettatori: ?   | Calvo Sotelo | 3 - 1 | Eczacıbaşı   | 15-4, 13-15, 15-9, 15-10        |
| 15 gennaio 1992 Las Palmas Durata: ? - Spettatori: ?  | Calvo Sotelo | 1 - 3 | CSKA Mosca   | 15-5, 9-15, 3-15, 1-15          |
| 15 gennaio 1992 Istanbul Durata: ? - Spettatori: ?    | Eczacıbaşı   | 2 - 3 | Cannes       | 15-10, 13-15, 15-5, 10-15, 8-15 |
| 22 gennaio 1992 Mosca Durata: ? - Spettatori: ?       | CSKA Mosca   | 3 - 0 | Eczacıbaşı   | 15-11, 15-5, 15-8               |
| 22 gennaio 1992 Cannes Durata: ? - Spettatori: ?      | Cannes       | 3 - 0 | Calvo Sotelo | 16-14, 15-5, 15-8               |
| 29 gennaio 1992 Mosca Durata: ? - Spettatori: ?       | CSKA Mosca   | 3 - 0 | Cannes       | 15-8, 16-14, 15-8               |
| 29 gennaio 1992 Istanbul Durata: ? - Spettatori: ?    | Eczacıbaşı   | 3 - 2 | Calvo Sotelo | 13-15, 15-12, 9-15, 15-3, 15-10 |
| 5 febbraio 1992 Mosca Durata: ? - Spettatori: ?       | CSKA Mosca   | 3 - 0 | Calvo Sotelo | 15-7, 16-14, 15-7               |
| 5 febbraio 1992 Cannes Durata: ? - Spettatori: ?      | Cannes       | 3 - 0 | Eczacıbaşı   | 15-9, 15-1, 15-8                |
| 12 febbraio 1992 Las Palmas Durata: ? - Spettatori: ? | Calvo Sotelo | 2 - 3 | Cannes       | 15-7, 13-15, 1-15, 15-12, 12-15 |
| 12 febbraio 1992 Istanbul Durata: ? - Spettatori: ?   | Eczacıbaşı   | 1 - 3 | CSKA Mosca   | 7-15, 15-12, 2-15, 2-15         |

##### Classifica
| Pos | Squadra      | Pt | G | V | P | SV | SP | Ratio | PF  | PS  | Ratio |
| --- | ------------ | -- | - | - | - | -- | -- | ----- | --- | --- | ----- |
| 1   | CSKA Mosca   | 12 | 6 | 6 | 0 | 18 | 3  | 6     | 300 | 188 | 1,596 |
| 2   | Cannes       | 10 | 6 | 4 | 2 | 13 | 10 | 1,3   | 297 | 264 | 1,125 |
| 3   | Calvo Sotelo | 7  | 6 | 1 | 5 | 8  | 16 | 0,5   | 252 | 311 | 0,81  |
| 4   | Eczacıbaşı   | 7  | 6 | 1 | 5 | 7  | 17 | 0,412 | 234 | 320 | 0,731 |

#### Girone B

##### Risultati
| 8 gennaio 1992 Holte Durata: ? - Spettatori: ?                                       | Holte IF      | 0 - 3 | Olympiakos    | 6-15, 1-15, 9-15               |
| 11 febbraio 1992 Belgrado Durata: ? - Spettatori: ?                                  | Partizan      | 0 - 3 | Porto Ravenna | 6-15, 10-15, 14-16             |
| 14 gennaio 1992 Holte Durata: ? - Spettatori: ?                                      | Holte IF      | 1 - 3 | Partizan      | 14-16, 15-13, 6-15, 15-17      |
| 15 gennaio 1992 Pireo (Stadio della pace e dell'amicizia) Durata: ? - Spettatori: ?  | Olympiakos    | 2 - 3 | Porto Ravenna | 12-15, 15-9, 15-6, 7-15, 12-15 |
| 21 gennaio 1992 Ravenna Durata: ? - Spettatori: ?                                    | Porto Ravenna | 3 - 1 | Holte IF      | 15-8, 15-6, 13-15, 15-4        |
| 5 febbraio 1992 Pireo (Stadio della pace e dell'amicizia) Durata: ? - Spettatori: ?  | Olympiakos    | 3 - 0 | Partizan      | 15-5, 17-16, 15-9              |
| 15 gennaio 1992 Belgrado Durata: ? - Spettatori: ?                                   | Partizan      | 3 - 0 | Holte IF      | 15-12, 15-13, 15-5             |
| 29 gennaio 1992 Ravenna Durata: ? - Spettatori: ?                                    | Porto Ravenna | 3 - 0 | Olympiakos    | 15-10, 15-12, 17-15            |
| 5 febbraio 1992 Holte Durata: ? - Spettatori: ?                                      | Holte IF      | 0 - 3 | Porto Ravenna | 8-15, 10-15, 7-15              |
| 3 febbraio 1992 Belgrado Durata: ? - Spettatori: ?                                   | Partizan      | 1 - 3 | Olympiakos    | 9-15, 9-15, 15-10, 7-15        |
| 12 febbraio 1992 Pireo (Stadio della pace e dell'amicizia) Durata: ? - Spettatori: ? | Olympiakos    | 3 - 1 | Holte IF      | 7-15, 15-11, 15-9, 15-8        |
| 12 febbraio 1992 Ravenna Durata: ? - Spettatori: ?                                   | Porto Ravenna | 3 - 1 | Partizan      | 15-10, 15-6, 7-15, 15-10       |

##### Classifica
| Pos | Squadra       | Pt | G | V | P | SV | SP | Ratio | PF  | PS  | Ratio |
| --- | ------------- | -- | - | - | - | -- | -- | ----- | --- | --- | ----- |
| 1   | Porto Ravenna | 12 | 6 | 6 | 0 | 18 | 4  | 4,5   | 308 | 227 | 1,357 |
| 2   | Olympiakos    | 10 | 6 | 4 | 2 | 14 | 8  | 1,75  | 297 | 236 | 1,258 |
| 3   | Partizan      | 8  | 6 | 2 | 4 | 8  | 13 | 0,615 | 247 | 280 | 0,882 |
| 4   | Holte IF      | 6  | 6 | 0 | 6 | 3  | 18 | 0,167 | 197 | 306 | 0,644 |

#### Squadre qualificate
| - Cannes - CSKA Mosca | - Olympiakos - Porto Ravenna |

### Finale a quattro
|  | Semifinali    | Semifinali    | Semifinali |            |               | Finale             | Finale             | Finale             |  |
|  |               |               |            |            |               |                    |                    |                    |  |
|  | Porto Ravenna | Porto Ravenna | 3          |            |               |                    |                    |                    |  |
|  | Porto Ravenna | Porto Ravenna | 3          |            |               |                    |                    |                    |  |
|  | Cannes        | Cannes        | 0          |            |               |                    |                    |                    |  |
|  | Cannes        | Cannes        | 0          |            | Porto Ravenna | Porto Ravenna      | 3                  |                    |  |
|  |               |               |            |            | Porto Ravenna | Porto Ravenna      | 3                  |                    |  |
|  |               |               | Olympiakos | Olympiakos | 0             |                    |                    |                    |  |
|  | Olympiakos    | Olympiakos    | Olympiakos | Olympiakos | 0             | 3                  |                    |                    |  |
|  | Olympiakos    | Olympiakos    |            |            |               | 3                  |                    |                    |  |
|  | CSKA Mosca    | CSKA Mosca    | 0          |            |               | Finale terzo posto | Finale terzo posto | Finale terzo posto |  |
|  | CSKA Mosca    | CSKA Mosca    | 0          |            |               |                    |                    |                    |  |
|  |               |               |            |            |               |                    |                    |                    |  |
|  |               |               |            |            |               | Cannes             | Cannes             | 1                  |  |
|  |               |               |            |            |               | Cannes             | Cannes             | 1                  |  |
|  |               |               |            |            |               | CSKA Mosca         | CSKA Mosca         | 3                  |  |

#### Semifinali
| 28 febbraio 1992 Pireo (Stadio della pace e dell'amicizia) Durata: ? - Spettatori: ? | Porto Ravenna | 3 - 0 | Cannes     | 15-9, 15-9, 15-11 |
| 28 febbraio 1992 Pireo (Stadio della pace e dell'amicizia) Durata: ? - Spettatori: ? | Olympiakos    | 3 - 0 | CSKA Mosca | 15-8, 15-7, 15-4  |

#### Finale 3º posto
| 29 febbraio 1992 Pireo (Stadio della pace e dell'amicizia) Durata: ? - Spettatori: ? | Cannes | 1 - 3 | CSKA Mosca | 15-7, 4-15, 13-15, 16-17 |

#### Finale
| 29 febbraio 1992 Pireo (Stadio della pace e dell'amicizia) Durata: ? - Spettatori: ? | Porto Ravenna | 3 - 0 | Olympiakos | 15-4, 15-9, 15-5 |